# Osulf de Northumbrie
Pour les articles homonymes, voir Osulf.
Osulf ou Oswulf est brièvement comte de Northumbrie en 1067.

## Biographie
Fils d'Eadulf et petit-fils d'Uchtred le Hardi, Osulf est issu d'une famille qui gouverne la région de Bamburgh, et parfois toute la Northumbrie, depuis le Xe siècle.
Lorsque Morcar devient comte de Northumbrie, en 1065, il place Osulf à la tête de la région située au nord de la Tyne. Après la conquête normande de l'Angleterre, Morcar est destitué et remplacé par Copsi, qui devient rapidement impopulaire auprès des Northumbriens. En février 1067, il chasse Osulf de ses terres dans le but de renforcer sa mainmise sur la région, mais Osulf parvient à rassembler des soutiens et il tue Copsi le 12 mars lors d'une attaque surprise à Newburn (en).
Après la mort de Copsi, Osulf reprend le contrôle de la région de Bamburgh sans que Guillaume le Conquérant ne puisse ou ne veuille le chasser. Quelques mois plus tard, à l'automne de 1067, il trouve la mort aux mains d'un bandit sans que les sources ne précisent s'il s'agit d'un accident ou d'un assassinat. Son cousin Gospatrick achète le comté de Northumbrie à Guillaume.